# Гюченгаузен
Гюченгаузен (нім. Hütschenhausen) — громада в Німеччині, розташована в землі Рейнланд-Пфальц. Входить до складу району Кайзерслаутерн. Складова частина об'єднання громад Рамштайн-Мізенбах.
Площа — 18,03 км2. Населення становить 3928 ос. (станом на 31 грудня 2020).